# Anonconotus pusillus
Anonconotus pusillus is een rechtvleugelig insect uit de familie sabelsprinkhanen (Tettigoniidae). De wetenschappelijke naam van deze soort is voor het eerst geldig gepubliceerd in 2002 door Carron & Sardet.
1. ↑  (en) Anonconotus pusillus op de IUCN Red List of Threatened Species.